# Clinton (cépage)
Pour les articles homonymes, voir Clinton.
Le clinton est un cépage hybride naturel noir, également appelé « zéphyrin ».

## Description
Originaire de l'État de New York où il fut planté pour la première fois en 1821, il s'agirait d'un hybride entre Vitis riparia et Vitis labrusca.
Importé en France des États-Unis au XIXe siècle pour sa résistance au phylloxera, il est utilisé sur les versants méridionaux du Massif central, notamment en Lozère, dans l'Ardèche, le Gard, le nord de l'Hérault ou encore l'Aveyron. Plus généralement, le clinton est associé aux Cévennes.
En France, c'est un cépage qui a été prohibé en 1935 ainsi que les cinq autres du même groupe : le noah, l'herbemont, l'isabelle, le jacquez et l'othello (issu du croisement du clinton avec le frankenthal). L'interdiction du commerce a été reprise dans les règlements européens.
En Italie, le clinton est planté dans le Frioul et la Vénétie.
Le Clinton est aussi le nom donné au vin produit par ce cépage (parfois associé à des jus provenant de treilles ou à d'autres cépages locaux, comme l'isabelle). Le vin de clinton est un vin faiblement alcoolisé (souvent moins de 10 degrés), à boire très jeune car il se conserve mal. Souvent aigre, légèrement pétillant, les anciens avaient pour coutume de boire ce vin en ajoutant du sucre ou de la limonade. Il sert aussi à faire chabrot, en versant une petite quantité de vin dans son assiette de soupe.
La production de clinton a quasiment disparu mais des néo-Cévenols essaient de redynamiser la culture de ce cépage, notamment en produisant des jus de fruit.
L'association Fruits Oubliés Réseau basée à Saint-Jean-du-Gard milite pour sa réhabilitation, en organisant notamment une rencontre annuelle des cépages cévenols lors de laquelle les vins issus des cépages interdits (production familiale) sont présentés au public. Elle a également édité l'ouvrage Pour la renaissance des cépages interdits en 2014.